# Flaga Zerrenthina
Flaga Zerrenthina – flaga gminy Zerrenthin. Zaprojektowana została przez mieszkańca gminy Marcela Guderjana i 26 października 2015 zatwierdzona przez Ministerstwo Spraw Wewnętrznych (Bundesministerium des Innern, für Bau und Heimat).

## Wygląd i symbolika
Prostokątny płat tkaniny o proporcji szerokości do długości 3:5 z dwoma poziomymi pasami. Od góry:
- niebieski pas o szerokości 1/2 długości płata
- biały pas o szerokości 1/2

Pośrodku flagi umieszczony jest herb Zerrenthina. Herb zajmuje 2/3 wysokości flagi, zarówno niebieskiego jak i białego pasa. 